# Broadstairs and St. Peters
Broadstairs and St. Peters – civil parish w Anglii, w Kent, w dystrykcie Thanet. W 2011 civil parish liczyła 24903 mieszkańców.